# Московско училище за живопис, скулптура и архитектура
Московското училище за живопис, скулптура и архитектура (МУЖВЗ) (Московское училище живописи, ваяния и зодчества) е първото художествено учебно заведение в Москва, едно от водещите в дореволюционна Русия. Съществува от 1865 до 1918 година и води началото си от творческия клуб „Клас по натура“ (Натурный класс). Със създаването си то дава систематизирано художествено образование на випускниците си и е свързано с движението за свободно, чуждо на академичните традиции, възпитание.

## 1830 – 1865
Клубът е създаден от любители художници и професионални живописци през 1830 г. – Егор Маковски, Александър Ястребилов, Фьодор Кинел (Фридрих Кюнел) и др. Те събират пари помежду си и в началото се събират и рисуват в частни квартири. Постепенно към тях се присъединяват още художници – братята Алексей и Василий Доброволски, скулпторът Иван Витали, заедно с всичките си ученици. След първата обща изложба на членовете му, клубът получава официален статут. По-късно, след отпуснатата от Кремълското архитектурно училище субсидия в размер на 2000 рубли, класът започва да се посещава и от неговите ученици.
Като продължение на клуба е организирано художествено общество, с чиито средства е създадено учебно заведение с ново име – „Публичен художествен клас“. Първият му директор, бившият декабрист и генерал от Наполеоновите войни Михаил Орлов, мечтае да превърне класа в общодостъпна художествена академия. Московчани имат желание да създадат собствено държавно художествено учебно заведение, по подобие на Петербургската художествена академия. Идеята е поддържана не само от художници, но и от видни обществени дейци като княз Голицин и други.
През 1834 г. училището се помещава в сграда на ул. „Большая Никитская“. За първи преподаватели са избрани братята Доброволски и И.Т. Дурнов. През 1833 – 1834 г. художественият клас наброява 65 ученика. Орлов успява да привлече като преподаватели едни от най-добрите московски художници, в т.ч. и Василий Тропинин. През 1839 г., заради успеха на новото училище, преподавателите в него са удостоени от Петербургската художествена академия със званието академици.
През 1843 г. учебното заведение е преобразувано в „Училище по живопис и скулптура“ при Московското художествено общество. От 1844 получава собствена сграда на ул. „Мясницка“ №21. С течение на времето училището все повече разширява дейността си и от 1857 г. са въведени, освен художествените, и общообразователни предмети. Творбите на учениците се изпращат за разглеждане в Художествената академия в Петербург и често получават сребърни медали, а по-късно авторите им са удостоени със званието „некласен художник“ или „учител по рисуване“. През 1860 г. училището получава правото само да награждава учениците си и при завършването им да им дава съответстващите на способностите и постиженията им звания.

## 1865 – 1918
През 1865 г. към него е присъединено Архитектурното училище и учебното заведение е преименувано в Московско училище по живопис, скулптура и архитектура. Правата на неговите випускници са приравнени с тези в Петербургската художествена академия. Наред с другите съсловия, в училището са приемани и крепостни селяни. В съответствие с новите преобразувания държавната субсидия за учебното заведение е увеличена.
Училището достига своя разцвет през 1970-те, когато Василий Перов става преподавател в него и способства за сближаването на учениците с передвижниците. При него учи поредица от, станали по-късно известни, ученици, част от които стават членове на Обществото на передвижниците. Такива са Михаил Нестеров, Абрам Архипов, Сергей Коровин и други. Пейзажният клас се води от Алексей Саврасов, който запалва у младежите интереса към националния пейзаж. Под негово ръководство учи и Исак Левитан, един от водещите пейзажисти на Русия.
От 1878 г. се провеждат ежегодни изложби на работите на учениците и нерядко част от тях са закупувани от Павел Третяков и други колекционери. В средата на 1890-те като преподаватели в него работят такива изтъкнати художници като Валентин Серов и Сергей Коровин. Училището се развива с малка поддръжка от държавната хазна, но въпреки това постига блестящи резултати и достига нивото на Петербургската художествена академия.
През 1896 г. е утвърден нов устав на училището, според който то се състои от три факултета – живопис, скулптура и архитектура. Курсът за обучение на живописци и скулптори е 8 години, а на архитектите – 10. Випускниците на архитектурния факултет получават званието художник-архитект. По силата на същия устав служещите в него имат право на пенсия, а при встъпване на държавна служба на дипломираните ученици се признава завършено 12-класно обучение. Все още Петербургската академия е куратор на училището, но неговата дейност има по-демократична ориентация, благодарение на такива преподаватели като Алексей Саврасов, Исак Левитан, Василий Поленов, Сергей Малютин, Валентин Серов, Константин Коровин.
В края на 19 век МУЖВЗ става сериозен конкурент на Петербургската художествена академия и все повече се превръща във втория важен център за подготовка на художници, скулптори и архитекти. Московското училище води дълга борба за придобиване на статут на висша художествена академия, наравно с тази в Санкт Петербург. По ниво на подготовка на випускниците то практически е висше учевно заведение, но царското правителство така и не му предоставя такива права. Ситуацията принуждава много от учениците да преминат отново последните курсове в Академията, за да получат диплом за специалисти с висше образование.
През 1898 г. МУЖВЗ е признато за висше учебно заведение. Направен е нов учебен план, на базата на който държавната субсидия е увеличена на 92 000 рубли ежегодно и 13 200 рубли еднократно. Доста нововъведения са направени преди същите да се приемат в Петербургската художествена академия. Обучението е разделено на два курса – общообразователен и художествен, които вървят последователно, а не успоредно, както дотогава. Освен това разпространение получава битовият жанр и се утвърждава реалистическото направление в изкуството. Училището изиграва определяща роля във формирането на Московската живописна школа.
До 1915 г. училището е в ресора на Министерството на търговията и промишлеността. През 1918 г., непосредствено след революцията, МУЖВЗ е преобразувано в Свободни държавни учебно-художествени ателиета, които след това са реорганизирани многократно. Впоследствие учебното заведение е разделено на две – Московски художествен институт „Василий Суриков“ и Московски архитектурен институт.

## Преподаватели
- Бакшеев, Василий Николаевич (1862 – 1958)
- Васнецов, Аполинарий Михайлович (1856 – 1933)
- Волнухин, Сергей Михайлович (1859 – 1921)
- Герасимов, Пьотър Александрович (1812 – 1869)
- Десятов, Павел Алексеевич (1820 – 1888)
- Зарянко, Сергей Константинович (1818 – 1870)
- Камински, Александър Степанович (1829 – 1897)
- Корин, Алексей Михайлович (1865 – 1923)
- Коровин, Константин Алексеевич (1861 – 1939)
- Левитан, Исак Илич (1860 – 1900)
- Майснер, Александър Фелицианович (1859 – 1935)
- Маковски, Владимир Егорович (1846 – 1920)
- Малютин, Сергей Василиевич (1859 – 1937)
- Милюков, Николай Павлович (1825 – 1879)
- Мокрицки, Аполон Николаевич (1810 – 1870)
- Нивински, Игнатий Игнатиевич (1880 – 1933)
- Перов, Василий Григориевич (1834 – 1882)
- Поленов, Василий Дмитриевич (1844 – 1927)
- Померанцев, Александър Никанорович (1849 – 1918)
- Прянишников, Иларион Михайлович (1840 – 1894)
- Рамазанов, Николай Александрович (1817 – 1867)
- Рерберг, Иван Иванович (1869 – 1932)
- Салавьов, Сергей Устинович (1859 – 1912)
- Саврасов, Алексей Кондратиевич (1830 – 1897)
- Серов, Валентин Александрович (1865 – 1911)
- Сорокин, Евграф Семьонович (1821 – 1892)
- Степанов, Алексей Степанович (1858 – 1923)
- Чаплин, Владимир Михайлович (1861 – 1931)

## Някои випускници
- Агапиевна, Наталия Николаевна (1883 – 1956)
- Алякрински, Пьотър Александрович (1892 – 1961)
- Амосов, Сергей Николаевич (1837 – 1886)
- Архипов, Абрам Ефимович (1862 – 1930)
- Бабичев, Алексей Василиевич (1887 – 1963)
- Бакшеев, Василий Николаевич (1862 – 1958)
- Батюков, Исак Полиевктович (1865 – 1934)
- Безсонов, Борис Василиевич (1862 – 1934)
- Болотнов, Василий Демянович (1865 – 1939)
- Бондаренко, Иля Евграфович (1870 – 1947)
- Виноградов, Николай Дмитриевич (1885 – 1980)
- Виноградов, Сергей Арсениевич (1869 – 1938)
- Ворошилов, Сергей Семьонович (1864 – след 1912)
- Герасимов, Александър Михайлович (1881 – 1963)
- Головин, Александър Яковлевич (1863 – 1930)
- Гончаров, Сергей Михайлович (1862 – 1935)
- Гончарова, Наталия Сергеевна (1881 – 1962)
- Демянов, Михаил Александрович (1873 – 1913)
- Дмитриев-Мамонов, Емануил Александрович (1824 – 1883)
- Жуковски, Станислав Юлианович (1873 – 1944)
- Залески, Сергей Борисович (1867 – след 1917)
- Засипкин, Борис Николаевич (1891 – 1955)
- Иванов, Сергей Василиевич (1864 – 1910)
- Исупов, Алексей Владимирович (1889 – 1957)
- Йохансон, Борис Владимирович (1893 – 1973)
- Кайзер, Григорий Александрович (1860 – 1931)
- Кикодзе, Шалва Герасимович (1894 – 1921)
- Коли, Николай Джемсович (1894 – 1966)
- Конашевич, Владимир Михайлович (1888 – 1963)
- Коньонков, Сергей Тимофеевич (1874 – 1971)
- Корин, Алексей Михайлович (1865 – 1923)
- Корин, Павел Дмитриевич (1892 – 1967)
- Коровин, Константин Алексеевич (1861 – 1939)
- Коровин, Сергей Алексеевич (1858 – 1908)
- Котов, Григорий Иванович (1859 – 1942)
- Краснов, Николай Птрович (1864 – 1939)
- Кримов, Николай Петрович (1884 – 1958)
- Кузнецов, Павел Вартоломеевич (1878 – 1968)
- Кулешов, Лев Владимирович (1899 – 1970)
- Ладовски, Николай Александрович (1881 – 1941)
- Ларионов, Михаил Фьодорович (1881 – 1964)
- Левитан, Исак Илич (1860 – 1900)
- Мазирин, Виктор Александрович (1859 – 1919)
- Машков, Иван Павлович (1867 – 1945)
- Мелников, Константин Степанович (1890 – 1974)
- Митрохин, Дмитрий Исидорович (1883 – 1973)
- Нестеров, Михаил Василиевич (1862 – 1942)
- Олтаржевски, Вячеслав Константинович (1880 – 1966)
- Пастернак, Леонид Осипович (1862 – 1945)
- Петров-Водкин, Кузма Сергеевич (1878 – 1939)
- Пластов, Аркадий Александрович (1893 – 1972)
- Померанцев, Александър Никанорович (1849 – 1918)
- Преображенски, Михаил Тимофеевич (1854 – 1930)
- Прянишников, Иларион Михайлович (1840 – 1894)
- Пукирев, Василий Владимирович (1832 – 1890)
- Рожанковски, Фьодор Степанович (1891 – 1970)
- Саврасов, Алексей Кондратиевич (1830 – 1897)
- Самгин, Иван Дмитриевич (1873 – 1921)
- Сапунов, Николай Николаевич (1880 – 1912)
- Сарян, Мартирос Сергеевич (1880 – 1972)
- Светославски, Сергей Иванович (1857 – 1931)
- Скадовски, Николай Лвович (1845 – 1892)
- Слендзински, Викентий Александрович (1838 – 1909)
- Скоти, Михаил Иванович (1814 – 1861)
- Соломко, Сергей Сергеевич (1867 – 1928)
- Степанов, Алексей Степанович (1858 – 1923)
- Туржански, Леонард Викторович (1875 – 1945)
- Фалк, Роберт Рафаилович (1886 – 1958)
- Чернишьов, Сергей Егорович (1881 – 1963)
- Чехов, Николай Павлович (1858 – 1889)
- Шервашидзе, Александър Константинович (1867 – 1968)
- Шервуд, Леонид Владимирович (1871 – 1954)
- Шишкин, Иван Иванович (1832 – 1898)
- Иванов-Шиц, Иларион Александрович (1865 – 1937)
- Юон, Константин Фьодорович (1875 – 1958)

- Преподаватели
- Валентин Серов
- Иларион Иванов-Шиц
- Сергей Иванов
- Александър Померанцев
- Иван Рерберг
- Иларион Прянишников
- Аполон Мокрицки
- Алексей Саврасов
- Сергей Зарянко
- Сергей Салавьов
- Алексей Степанов
- Евграф Сорокин